# Le Ribay
Le Ribay est une commune française, située dans le département de la Mayenne en région Pays de la Loire, peuplée de 464 habitants.
La commune fait partie de la province historique du Maine, et se situe dans le Bas-Maine dans le pays de Passais.

## Géographie
La commune est au nord-est du Bas-Maine. Son bourg est à 6,5 km au sud-ouest de Javron-les-Chapelles, à 10 km au sud-est de Lassay-les-Châteaux, à 12 km au nord-ouest de Villaines-la-Juhel et à 19 km au nord-est de Mayenne.
Le territoire est coupé sur tout son long par la RN 12.

### Lieux-dits, écarts et quartiers
Le Grand Aulnay (orthographié Rond Aunay sur la carte de Cassini) ; la Cour (motte seigneuriale) ; la Cour Landais ; l'Oisillère ; la Champonnière ; l'Epinay ; Herbouet ; Chauvallon ; Le Buffet (Buffay sur Cassini) ; le Tertre, la Hayère; le Gué ; Coulion ; le Faburais ; la Touche ; Biry ; la Frette ; Ricordeau ; l'Ermitage, le Corbelet ; Maupas ; la Soutivière ; le Bourdonnais ; la Godardière ; la Métairie ; la Mare ; la Renaudière ; Ker Avray ; les Bas Bois ; la Laire ; le Mérite ; la Baumerie ; le Bois Bouvier ; le Plessis ; les Basses et les Hautes Frogeries ; le Val ; les Basses et les Hautes Monneries.

### Communes limitrophes
| Le Horps                     | Charchigné | Charchigné        |
| Le Horps                     | du Ribay   | Le Ham            |
| Marcillé-la-Ville, Hardanges | Hardanges  | Le Ham, Hardanges |

### Climat
Pour des articles plus généraux, voir Climat des Pays de la Loire et Climat de la Mayenne.
En 2010, le climat de la commune est de type climat océanique altéré, selon une étude du CNRS s'appuyant sur une série de données couvrant la période 1971-2000. En 2020, Météo-France publie une typologie des climats de la France métropolitaine dans laquelle la commune est exposée à un climat océanique et est dans la région climatique  Moyenne vallée de la Loire, caractérisée par une bonne insolation (1 850 h/an) et un été peu pluvieux. 
Pour la période 1971-2000, la température annuelle moyenne est de 10,3 °C, avec une amplitude thermique annuelle de 13,8 °C. Le cumul annuel moyen de précipitations est de 856 mm, avec 13,2 jours de précipitations en janvier et 7,5 jours en juillet. Pour la période 1991-2020, la température moyenne annuelle observée sur la station météorologique de Météo-France la plus proche, sur la commune du Horps à 4 km à vol d'oiseau, est de 11,1 °C et le cumul annuel moyen de précipitations est de 857,1 mm,. Pour l'avenir, les paramètres climatiques de la commune estimés pour 2050 selon différents scénarios d'émission de gaz à effet de serre sont consultables sur un site dédié publié par Météo-France en novembre 2022.

## Urbanisme

### Typologie
Au 1er janvier 2024, Le Ribay est catégorisée commune rurale à habitat dispersé, selon la nouvelle grille communale de densité à sept niveaux définie par l'Insee en 2022.
Elle est située hors unité urbaine et hors attraction des villes,.

### Occupation des sols
L'occupation des sols de la commune, telle qu'elle ressort de la base de données européenne d’occupation biophysique des sols Corine Land Cover (CLC), est marquée par l'importance des territoires agricoles (96,4 % en 2018), une proportion identique à celle de 1990 (96,4 %). La répartition détaillée en 2018 est la suivante : 
prairies (45,3 %), terres arables (44,3 %), zones agricoles hétérogènes (6,8 %), zones urbanisées (1,8 %), forêts (1,8 %). L'évolution de l’occupation des sols de la commune et de ses infrastructures peut être observée sur les différentes représentations cartographiques du territoire : la carte de Cassini (XVIIIe siècle), la carte d'état-major (1820-1866) et les cartes ou photos aériennes de l'IGN pour la période actuelle (1950 à aujourd'hui).

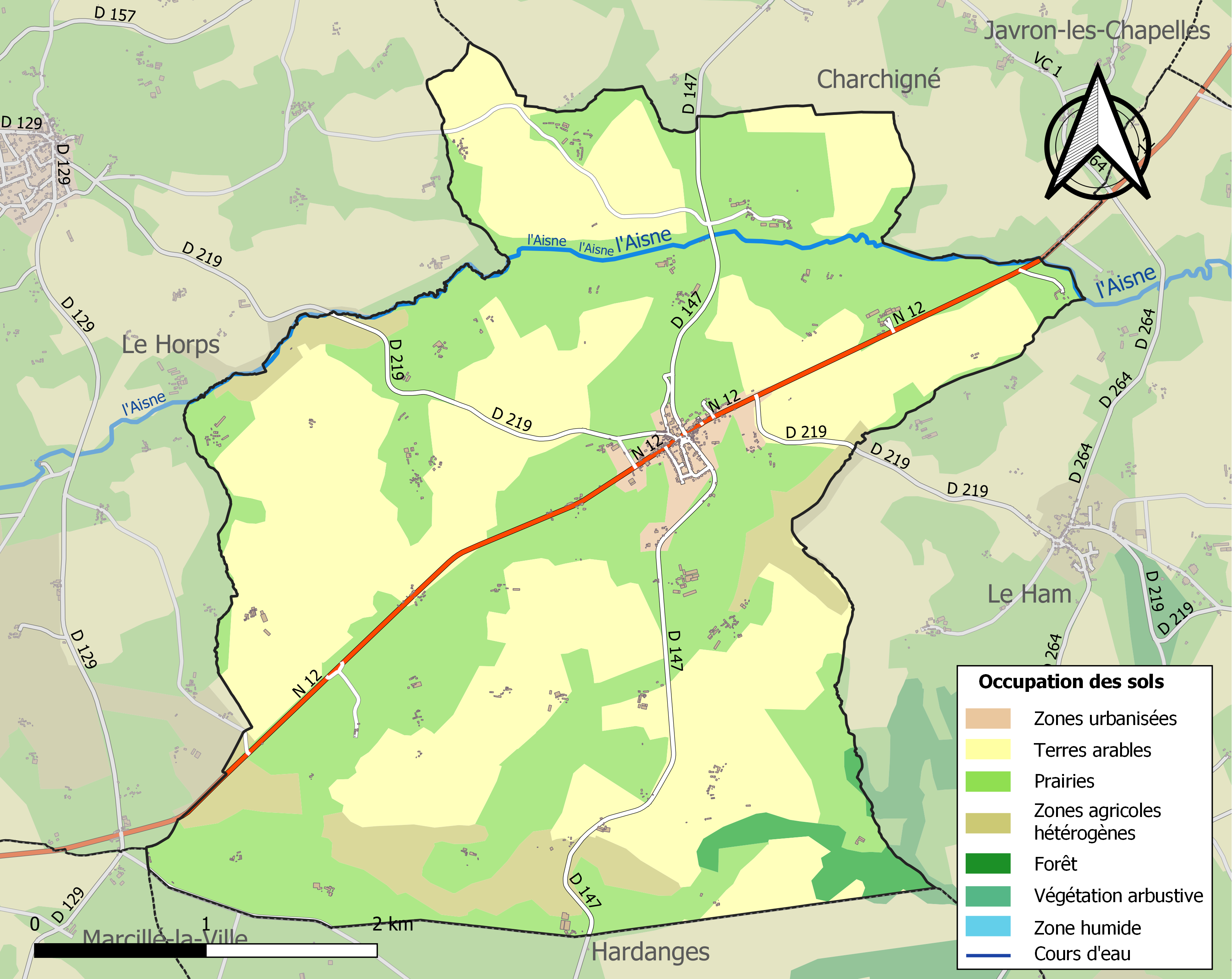
Carte des infrastructures et de l'occupation des sols de la commune en 2018 (CLC).

## Toponymie
Le gentilé est Ribayéen.

## Histoire
Le bourg du Ribay, de par son emplacement stratégique sur l'antique axe Paris-Brest, prit logiquement un rôle de relais. Ainsi l'histoire du village est-elle très liée à cet important axe, qui encore aujourd'hui assure la survie des quelques commerces qui bordent la route.

### Révolution
- Un cantonnement militaire s'installe dans le bourg afin de sécuriser la route de Paris (escorte des voitures). Ce qui n'empêche pas la chouannerie locale, menée par Rochambeau, d'agir, en témoignent trois faits marquants :

1. L'attaque du cantonnement dans la nuit du 4 au 5 septembre 1795 durant laquelle la bande parvient entre autres à s'emparer des armes de la gendarmerie et d'une caisse de 450 livres.
2. L'attaque de la malle-poste de Paris à Brest contenant une importante somme d'argent, le 29 mars 1795.
3. Le 26 novembre 1795, les chouans s'emparent de trente bœufs du cantonnement.

- Le Ribay tient une place importante dans l'histoire de la «petite émigrée». C'est en effet ici que Françoise Gaudérian, jeune servante vendéenne, se perdit lors de la Virée de Galerne. Elle fut recueillie dans une auberge du bourg par Julien Thuault, le maire du Ribay, qui la cacha chez lui au hameau de Coulion. Cependant cette nouvelle arrivante ne passa pas inaperçue et finit par être dénoncée auprès du maire de Lassay qui l'emprisonna et la fit guillotiner le 6 mars 1794, en cette même ville. Elle repose désormais un peu à l'est de Lassay, à la «Lande des Malheureux», où fut construit un oratoire en mémoire de cette jeune fille perçue comme sainte par la population qui rapporta que quatre chevaux avaient eu du mal à transporter son corps.

## Politique et administration
Le conseil municipal est composé de onze membres dont le maire et trois adjoints.

## Démographie
L'évolution du nombre d'habitants est connue à travers les recensements de la population effectués dans la commune depuis 1793. Pour les communes de moins de 10 000 habitants, une enquête de recensement portant sur toute la population est réalisée tous les cinq ans, les populations de référence des années intermédiaires étant quant à elles estimées par interpolation ou extrapolation. Pour la commune, le premier recensement exhaustif entrant dans le cadre du nouveau dispositif a été réalisé en 2005.
En 2022, la commune comptait 464 habitants, en évolution de +1,31 % par rapport à 2016 (Mayenne : −0,73 %, France hors Mayotte : +2,11 %).
Le Ribay a compté jusqu'à 1 154 habitants en 1846.
| 1793 | 1800 | 1806  | 1821  | 1831  | 1836  | 1841  | 1846  | 1851  |
| ---- | ---- | ----- | ----- | ----- | ----- | ----- | ----- | ----- |
| 950  | 927  | 1 022 | 1 085 | 1 069 | 1 070 | 1 133 | 1 154 | 1 139 |

| 1856  | 1861  | 1866  | 1872  | 1876  | 1881  | 1886 | 1891 | 1896 |
| ----- | ----- | ----- | ----- | ----- | ----- | ---- | ---- | ---- |
| 1 057 | 1 047 | 1 080 | 1 080 | 1 017 | 1 002 | 987  | 914  | 888  |

| 1901 | 1906 | 1911 | 1921 | 1926 | 1931 | 1936 | 1946 | 1954 |
| ---- | ---- | ---- | ---- | ---- | ---- | ---- | ---- | ---- |
| 867  | 852  | 789  | 650  | 641  | 634  | 640  | 640  | 648  |

| 1962 | 1968 | 1975 | 1982 | 1990 | 1999 | 2005 | 2006 | 2010 |
| ---- | ---- | ---- | ---- | ---- | ---- | ---- | ---- | ---- |
| 618  | 593  | 568  | 527  | 476  | 473  | 514  | 530  | 467  |

| 2015 | 2020 | 2022 | - | - | - | - | - | - |
| ---- | ---- | ---- | - | - | - | - | - | - |
| 458  | 468  | 464  | - | - | - | - | - | - |

## Économie
- Carrière des Bas Bois.
- Scierie reconvertie en construction de chalets.
- Divers services de proximité : boulangerie, boucherie, librairie, bar-tabac, salon de coiffure.

## Lieux et monuments
- Église Saint-Ouen du XIXe siècle.
- La Cour, motte castrale.
- Une dizaine de calvaires disséminés sur tout le territoire.
- Chapelle Notre-Dame de l'Ermitage, du XIIe siècle.

## Activité et manifestations
Le Ribay est considéré comme l'un des hauts lieux de customisation de tracteurs et autres engins agricoles. Cet événement se déroule traditionnellement le 1er week-end du mois de mai sur le parking des routiers.
C'est en 1929 que fut ouverte la 1re édition de ce rendez-vous incontournable pour les passionnés de grosses cylindrées. Au fil des années, l'événement a su perdurer et gagner de la reconnaissance à travers le monde. En effet, l'édition 2007 a été marquée par la venue exceptionnelle des Américains pour présenter le nouveau modèle de tracteur à traction nucléaire. Ce coup de pouce publicitaire des Américains marquera les esprits. Le Ribay restera le point de départ de la diffusion de cette culture "underground" vouée à l'embellissement des engins à moteur.

## Personnalités liées à la commune
- Guillaume Le Métayer dit Rochambeau (1763-1798), chef chouan de la Mayenne y est né.
- Edmond Leblanc (1867-1956), sénateur-maire du Ribay.
- Bernard Chardon (né en 1927), prêtre et artiste peintre, y a vécu.

## Héraldique
| Blason de Le Ribay | Blason  | Fascé ondé d'azur et de sinople, à une crosse d'or mise en sautoir avec un bourdon du même, brochant sur le tout; au chef bastillé de trois pièces d'argent, chargé d'une croix ancrée d'azur, accostée de deux mûres de sable, tigées de sinople. |
| Blason de Le Ribay | Détails | Le fascé ondé d'azur et de sinople symbolise le paysage général du Ribay, alternant entre un milieu aquatique constitué de cours d'eau comme l'Aisne ou la Laire, ou de mares et un milieu végétal très diversifié de haies bocagères, de vastes prairies naturelles ou de bois. Cette richesse naturelle incite tout naturellement à toutes sortes d'activités de pleine nature comme la randonnée, représentée par le bourdon qui symbolise le bâton des marcheurs. La crosse est le symbole de l’évêque Audouin, sanctifié sous le nom d'Ouen; il est le patron de la paroisse du Ribay. Le chef bastillé image les deux sites seigneuriaux de la commune que sont la motte castrale de La Cour et l'ancien fief du Val. Avec l'argent et la croix ancrée d'azur il évoque les armes de la famille de Moré qui a pendant longtemps été seigneur du fief du Val et qui réunit le fief de la Cour-du-Ribay. La reprise intégrale des armes de familles étant interdite pour les municipalités, il suffit d’en emprunter un ou plusieurs éléments. Les mûres traduisent le nom de la commune. Les ornements sont une gerbe de maïs de sinople, fruitée d'or, mise en sautoir par la pointe et liées d’or avec une gerbe de luzerne de sinople, fleurie de pourpre, afin de rendre hommage au travail agricole réparti entre cultures et élevage. Le listel d'argent porte le nom de la commune en lettres majuscules de sable. La couronne de tours dit que l’écu est celui d’une commune ; elle n’a rien à voir avec des fortifications. Adopté le 25 février 2021. |